# بيئة تعلم شخصية

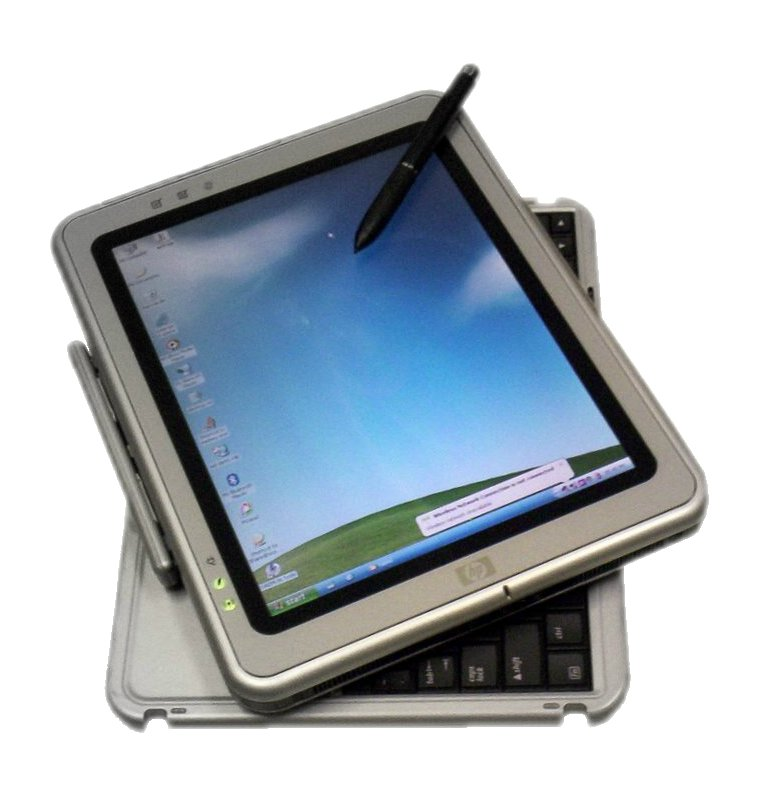

بيئة التعلم الشخصية (PLE ،Personal Learning Environments) هي النظم التي تساعد المتعلمين على السيطرة وإدارة التعلم الخاصة بهم. وهذه النظم تشمل تقديم الدعم للمتعلمين في:
- تحديد أهداف التعلم الخاصة بهم.
- إدارة التعلم من ناحية المحتوى والآليات على حد سواء.
- التواصل مع الآخرين خلال عملية التعلم.

تقنيا، فإن بيئة التعلم الشخصية تمثل دمج عدد من تقنيات الـ«وب 2.0» -- مثل المدونات، الويكي، آر إس إس، تويتر فيسبوك، وما إلى ذلك -- حول المتعلم المستقل. مستخدما مصطلح «التعلم الإلكتروني 2.0»، يصف ستيفن داونز بيئة التعلم الشخصية بأنه: «... عقدة واحدة في شبكة متداخلة من المحتوى، ومتصلة بعقد أخرى من خدمات إنشاء المحتوى المستخدمة من قبل طلاب آخرين. وهي ليست تطبيقات لمؤسسات أو لشركات بل تصبح مركز تعلم شخصي حيث يعاد استخدام المحتوى ودمجها من جديد وفقا لاحتياجات الطالب ومصالحه الخاصة. مهي بالتالي لا تعتمد على تطبيق واحد ولكن على مجموعة من التطبيقات التي تعمل فيما بينها، فهي بيئة وليست نظام».
في بيئات التعلم الشخصية، يكون الفرد هو الهدف، توفر له الحصول على المعلومات والتعاون مع المجتمعات لـ: «... توفير مساحات شخصية التي تنتمي إلى الفرد ويتحكم بها، [كما توفر] سياق اجتماعي من خلال تقديم وسائل للتواصل مع المساحات الشخصية الأخرى لتبادل فعال للمعارف والتعاون لخلق المعرفة.»  واستخدام اندرسون ودرون مصطلح «التعلم الاجتماعي 2,0» لتعزيز التركيز على فكرة «المجتمع» ومصورينها بمصطلحات «المجموعات»، «الشبكات» و«المجموعية»(2007)  وبالتالي تحقق أهداف التعلم.